# بوم ثلجي
البوم الثلجي بوم كبير الحجم يتبع رتبة البوميات، وهو طائر مميز يسهل تفريقه عن الطيور الأخرى، فهو أبيض اللون عليه ريش أسود على بطنه وعيناه صفراوتان، ويعيش البوم الثلجي في القطب الشمالي والمناطق الباردة القريبة منه، وهو الطائر الوطني لمقاطعة كيبك الكندية.

## الوصف والهيئة

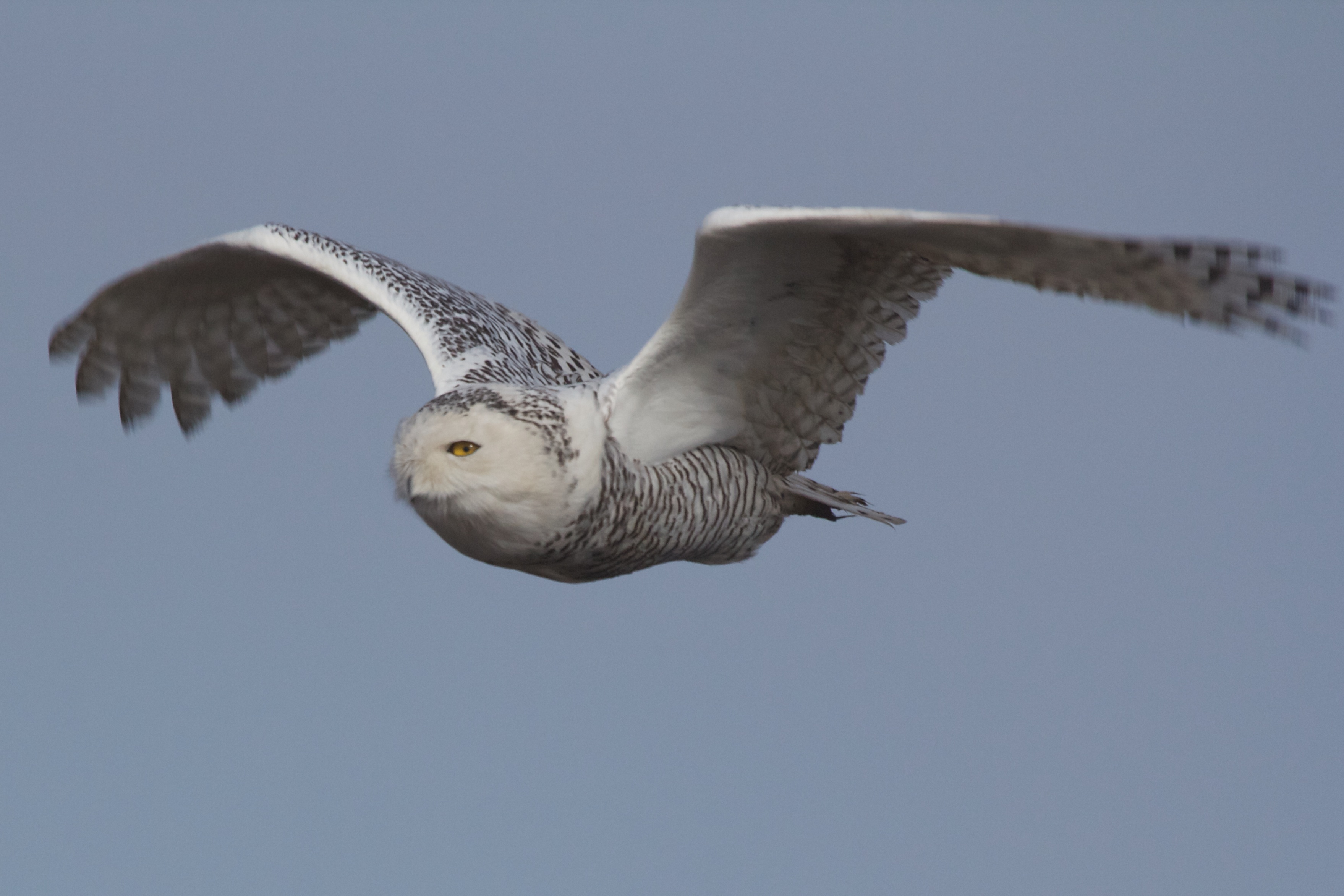
بوم ثلجي أثناء الطيران

البوم الثلجي أبيض اللون، وبطنه أسود، وعيناه صفراوتان، طوله يتراوح بين 52 إلى 71 سنتمترا، والمسافة بين جناحيه عند الطيران 125 إلى 150 سنتمترا، أما كتلته فتتراوح بين 1.6 إلى 3 كيلوغرام، والبوم الثلجي من أكبر البوميات حجما وكتلة، ويكون الذكر أبيض اللون بالكامل، أما الإناث والصغار في السن فتكون عليهم علامات غامقة اللون.
إن ما يمكن البوم الثلجي من العيش في المناطق الباردة المتجمدة في القطب الشمالي هو أن الخالق قد أمده بريش سميك وأقدام مكسوة بالريش بغزارة وألوان تساعده على التكيف في البيئة التي يعيش فيها.
يصدر البوم الثلجي أصواتا مميزة، تختلف قليلا حسب جنس البوم، إذ يكون صوت الذكر أحد من صوت الأنثى، كما يقوم البوم أحيانا بإصدار أصوات بمنقاره استجابة لأي تهديد أو مضايقة تواجهه، ويعتقد أن هذا الصوت يصدر عن طريق ضرب لسانه بمنقاره.

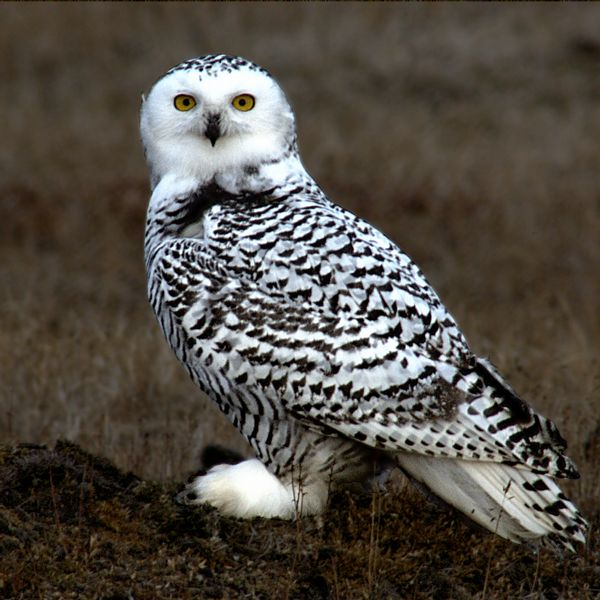
بوم ثلجي صغير يظهر عليه اللون الأسود أكثر من الكبار.

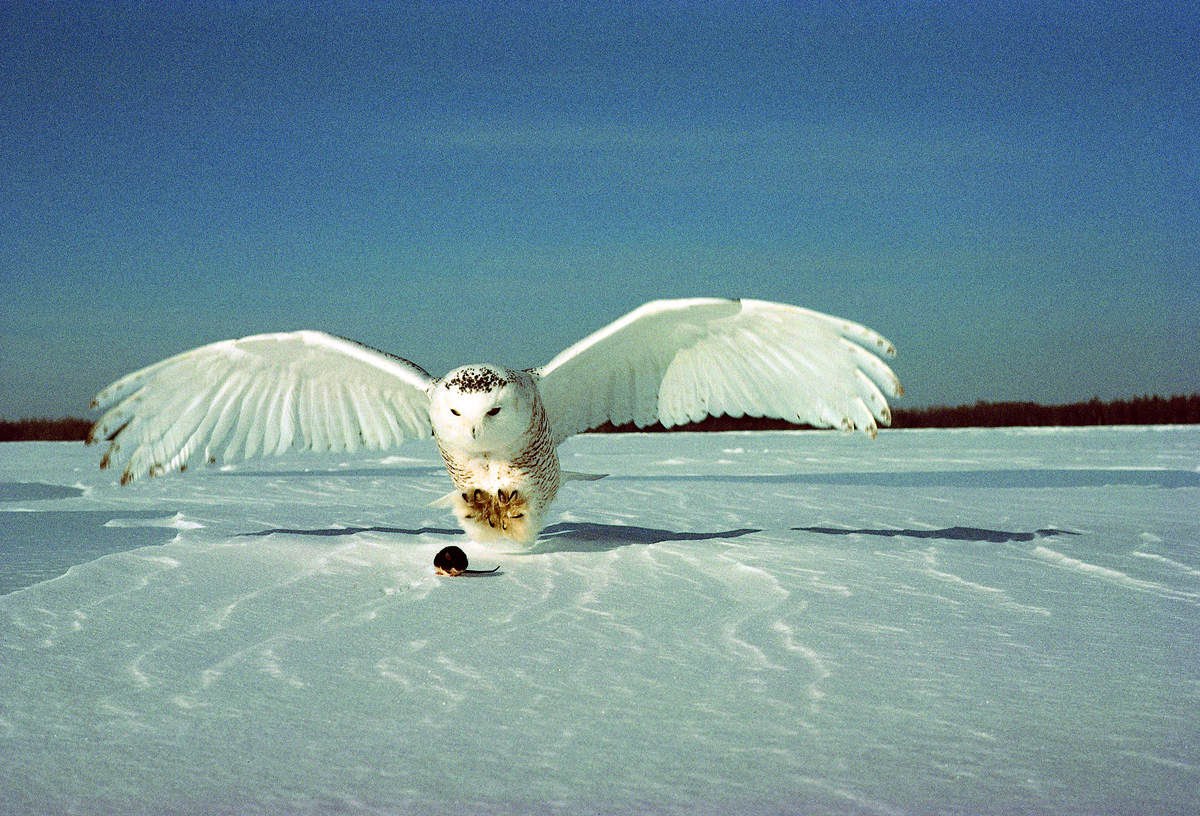
بوم ثلجي أثناء قيامه بعملية اصطياد.

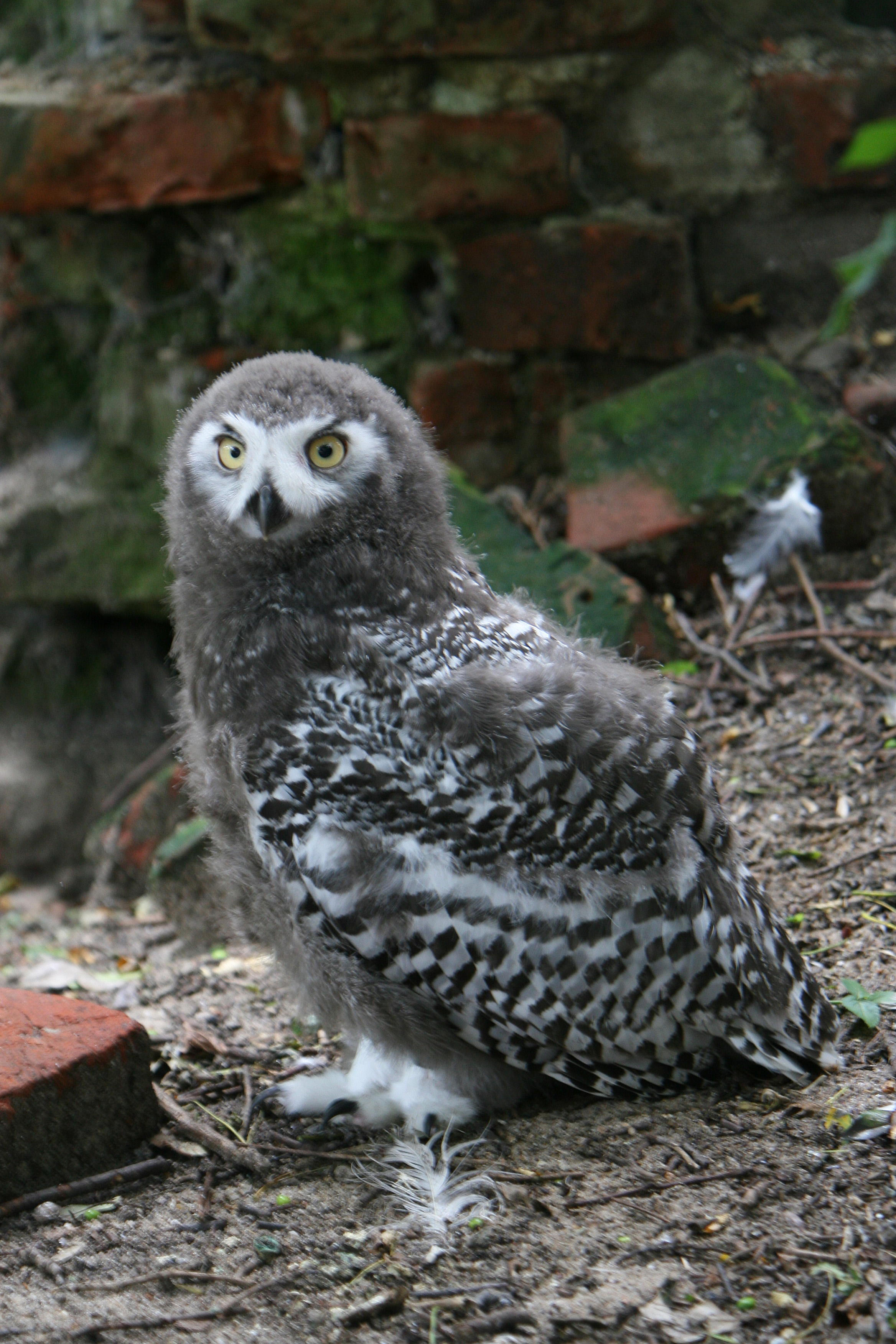
قرخ البوم الثلجي

## الموطن والتكاثر
يوجد البوم الثلجي بشكل أساسي في القطب الشمالي، ويهاجر في الصيف نحو الشمال ليصل إلى دائرة العرض 60 شمالا، فهو من الطيور المهاجرة التي تهاجر اعتمادا على توفر الغذاء.
يبني البوم الثلجي عشه على الأرض، إذ يختار مكانا كاشفا تكون فيه الرؤية جيدة، ويكون مكانا جيدا للانطلاق للصيد، كما يكون بعيدا عن أماكن تراكم الثلج، ويمكن أن يستخدم البوم أكوام الحصى أو أعشاش العقبان المهاجرة عشا له. ويكون التزاوج عادة في أواخر فصل الربيع اعتمادا على توفر الغذاء والفرائس، وتضع البومة بيضها الذي يكون عدده من خمس بيضات إلى أربع عشرة بيضة في موسم الولادة الواحد، إذ تقوم بوضع كل بيضة على حدة، وتضع تقريبا كل يوم بيضة، وتستمر في وضع البيض عدة أيام، أما فقس البيض فيكون بعد خمسة أسابيع من وضع البيض، وعند خروج الصغير الذي يكون أبيض اللون بالكامل يقوم كلا الأبوين بالاعتناء به، إذ يقوم كل من الذكر والأنثى بالدفاع عن العش والصغار من المعتدين. ويمكث بعض الأفراد في أماكن تكاثرهم ويهاجر الآخرون.
البوم الثلجي كبير الحجم يتبع رتبة البوميات، وهو طائر مميز يسهل تفريقه عن الطيور الأخرى , فهو أبيض اللون عليه ريش أسود على بطنه وعيناه صفراوتان , ويعيش البوم الثلجي في القطب الشمالي والمناطق الباردة .
ويهاجر في الصيف نحو الشمال ليصل إلى دائرة العرض 60 شمالا , فهو من الطيور المهاجرة التي تهاجر اعتمادا على توفر الغذاء.

## الصيد والغذاء

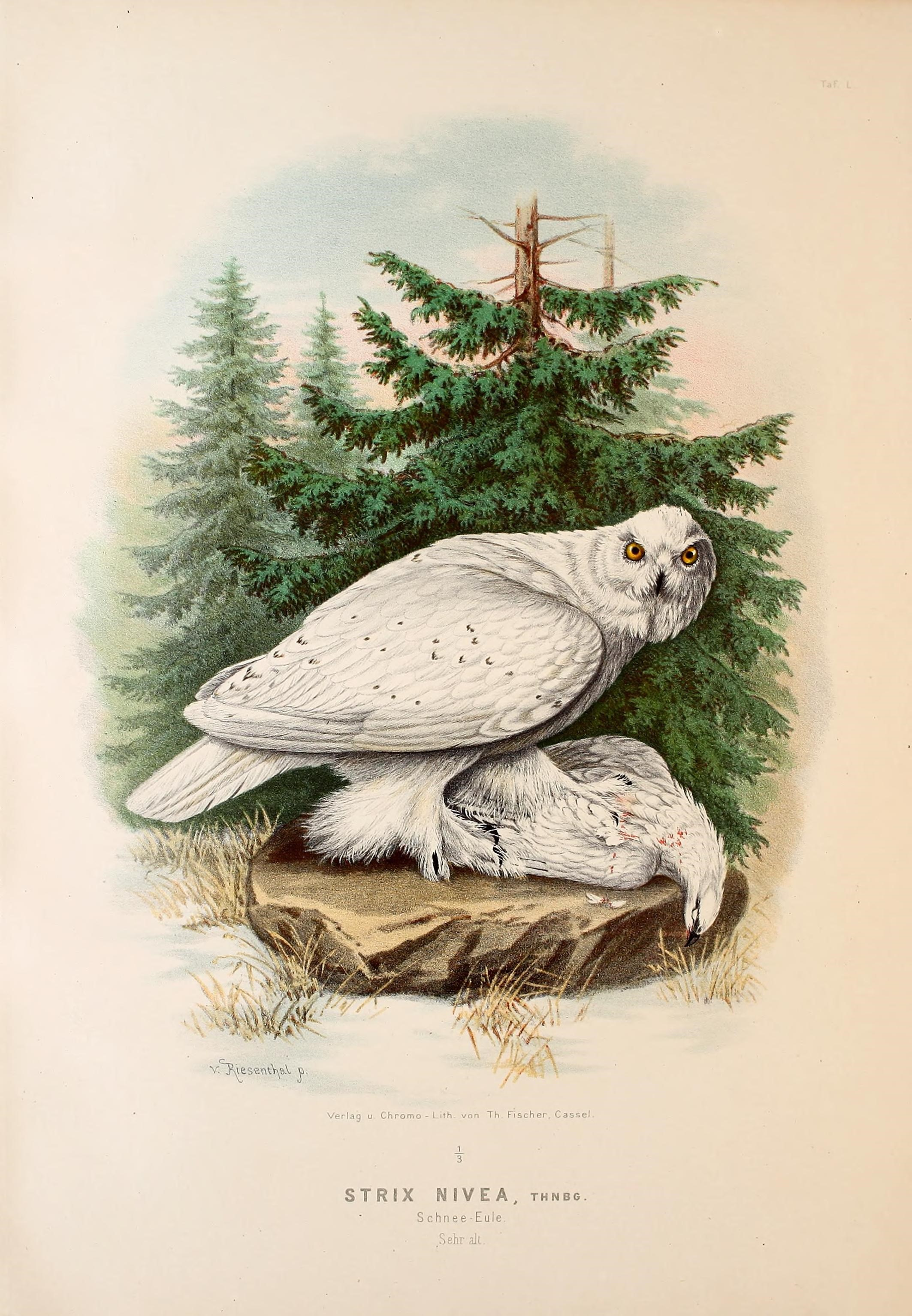
رسم توضيحي مبكر يظهر بومة ثلجية تفترس صقر السنقر - 1876.

يعتمد البوم الثلجي في غذائه على حيوان اللاموس، وهو حيوان من القوارض، أما في الأوقات التي تكون فيها الفرائس قليلة أو أوقات بناء طائر الترمجان لعشه، فإن الفريسة المفضلة للبوم الثلجي تصبح طائر الترمجان، ويعد البوم الثلجي صياداً بارعاً، وهو يصطاد أشكالاً متنوعة من الحيوانات خصوصاً في فصل الشتاء، فهو يصطاد الثديات الصغيرة كالفئران، كما يصطاد بعض الثديات الكبيرة كالأرانب الوحشية أو القواع، وكذلك السناجب والأرانب والراكون والجروذ، كما يصطاد البوم الثلجي الطيور كالترمجان والبط والإوز والكراكي والغرة والغطاسيات والنورس، كما يمكن أن يصطاد طيورا جارحة أخرى بما فيها أنواع أخرى من البوميات، وإضافة إلى كل ذلك فإنه يصطاد الأسماك والجيف.
معدل غذاء البوم الثلجي هو سبعة فئران إلى اثني عشر فأرا، ويمكنه أن يأكل 1600 حيوان لاموس في اليوم الواحد، وهو يقوم بابتلاع فريسته الصغيرة كاملة دفعة واحدة، فتقوم عصارة المعدة القوية بهضم اللحم، أما العظم والأسنان والفرو والريش الذي لا يمكن هضمه فإن البوم يقوم بتقيئه بعد 18 إلى 24 ساعة من أكله، أما عند أكل فريسة كبيرة على دفعات عدة وليس على دفعة واحدة فإن عملية التقيؤ هذه لن تحدث.

## المرجع
1. ↑  The IUCN Red List of Threatened Species 2021.3 (بالإنجليزية), 9 Dec 2021, QID:Q110235407
2. 1 2  IOC World Bird List Version 6.3 (بالإنجليزية), 21 Jul 2016, DOI:10.14344/IOC.ML.6.3, QID:Q27042747
3. ↑  IOC World Bird List. Version 7.2 (بالإنجليزية), 22 Apr 2017, DOI:10.14344/IOC.ML.7.2, QID:Q29937193
4. ↑  World Bird List: IOC World Bird List (بالإنجليزية) (6.4th ed.), International Ornithologists' Union, 2016, DOI:10.14344/IOC.ML.6.4, QID:Q27907675
5. ↑  Snowy owl - Wikipedia, the free encyclopedia